# André Oscar Wallenberg

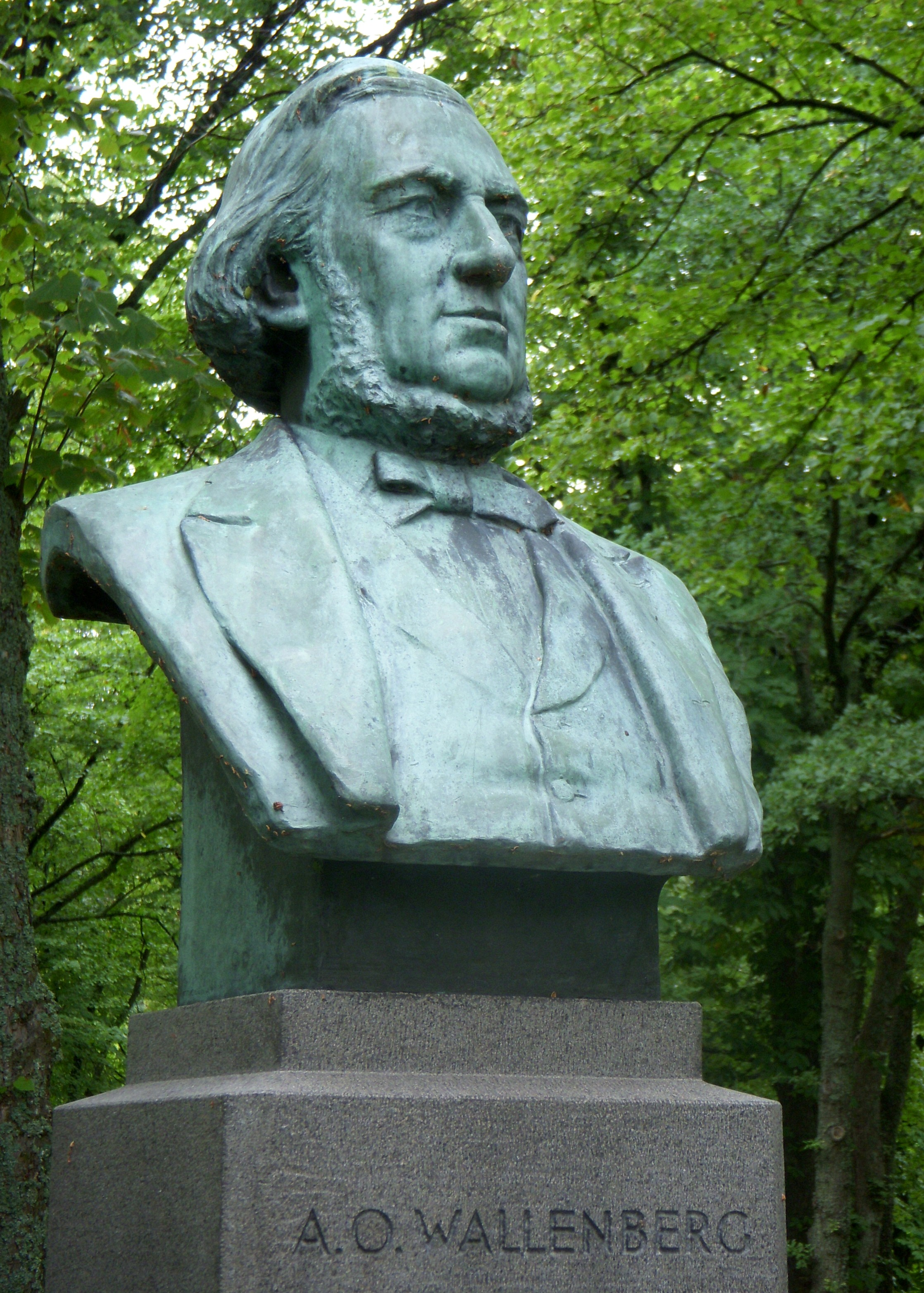
André Oscar Wallenberg

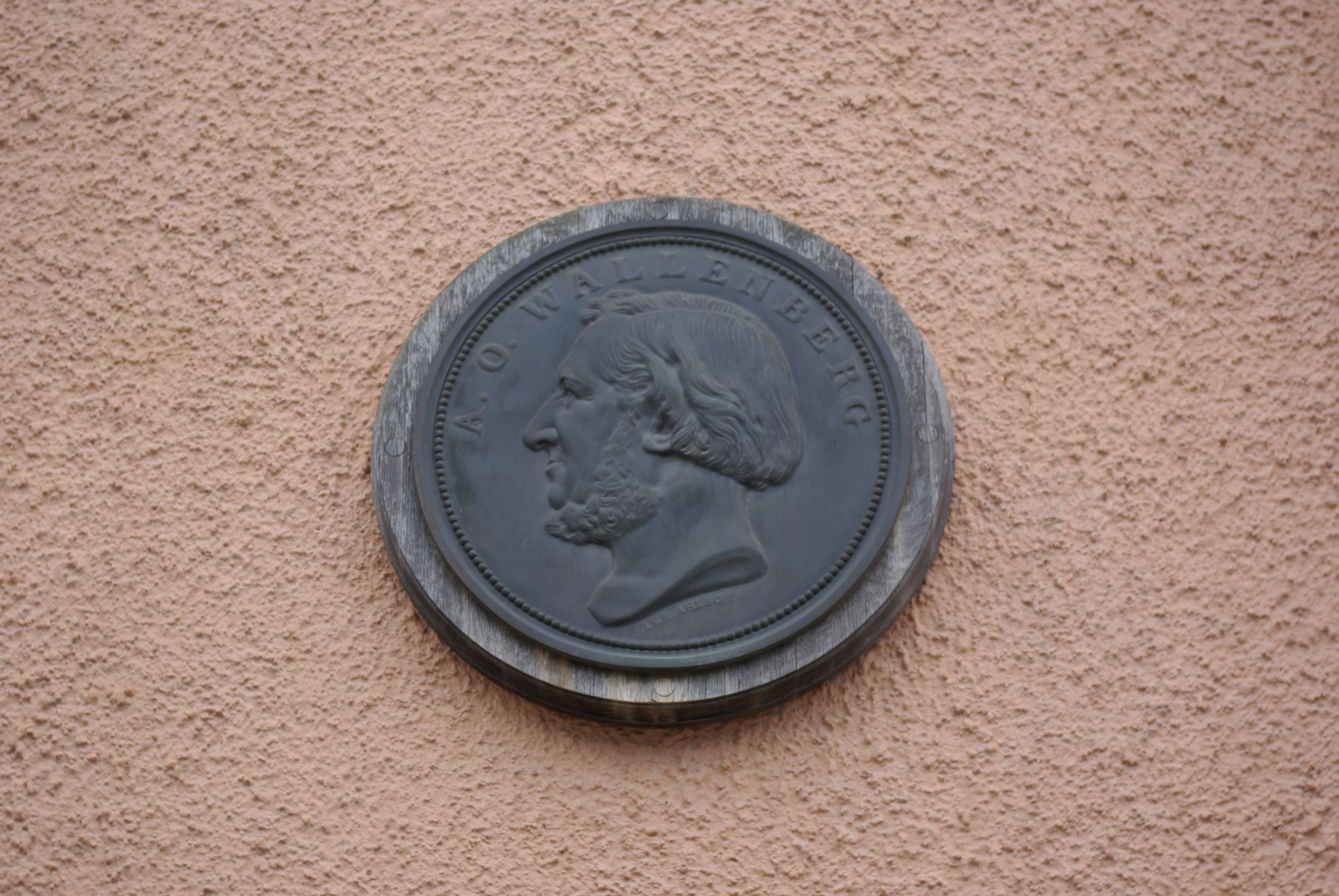
Wallenberg Gedenktafel am Geburtshaus in Gamla Linköping

André Oscar Wallenberg (* 19. November 1816 in Linköping; † 12. Januar 1886 in Stockholm) war 1856 der Gründer der Stockholms Enskilda Banken, die 1972 mit der Skandinaviska Banken zur Skandinaviska Enskilda Banken (SEB) fusionierte. Stockholms Enskilda Banken war die erste private Geschäftsbank Schwedens. Wallenberg war schwedischer Marineoffizier, Zeitungsherausgeber und ab 1853 bis zu seinem Tod Abgeordneter des schwedischen Reichstags.

## Leben
Er war der Sohn des Bischofs von Linköping und Homer-Übersetzers Marcus Wallenberg (* 1774; † 1833) und von Anna Laurentia Barfoth (* 1783 in Lund). Er gehört der bedeutenden schwedischen Familie Wallenberg an, deren Reichtum er begründete. Bei seinem Tod betrug sein Vermögen 5 Millionen Kronen.
Er besuchte von 1825 bis 1832 das Gymnasium in Linköping in Östergötland und schloss 1835 seine Ausbildung zum Offizier der schwedischen Marine in Karlskrona ab. Mit anderen Marineoffizieren, die mit der schlechten Ausstattung der Marine unzufrieden waren, gründete er einen Zirkel der „Jungen Flotte“. 1848 veröffentlichte der liberale Wallenberg erste Artikel über Marinepolitik und Währungsfragen in Schwedens größter Zeitung Aftonbladet und gründete mit anderen jungen Offizieren die Wochenzeitung Bore. 1850 sollte er nach Sundsvall versetzt werden, womit man ihn mundtot machen wollte. Er ließ sich im selben Jahr in Stockholm nieder und begann eine Karriere als Geschäftsmann. Zunächst gründete er Dampfschifffahrtsgesellschaften.
Als liberaler Abgeordneter im Reichstag setzte er sich u. a. für die Einführung des französischen Dezimalsystems für Maß- und Gewichtseinheiten ein.
1854 heiratete er Catharina Wilhelmina Andersson († 1855); in zweiter Ehe heiratete er 1861 Anna Eleonora Charlotta von Sydow. Er ist der Vater von Knut Agathon Wallenberg aus der Ehe mit Catharina Wilhelmina Andersson sowie von Gustaf Oscar Wallenberg, Axel Wallenberg und Marcus Wallenberg aus seiner zweiten Ehe mit Anna Eleonora Charlotta von Sydow. Insgesamt hatte er 21 Kinder. Auch der Sportschütze Victor Wallenberg war eines seiner Kinder.
Sein Urenkel Raoul Wallenberg war schwedischer Diplomat, der sich um die Rettung von Juden vor dem Holocaust verdient machte.